# Équation de Lorentz et Lorenz

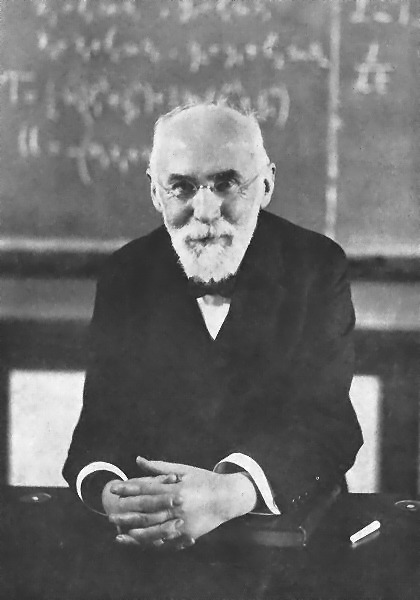
Hendrik Lorentz (1916).

L'équation de Lorentz et Lorenz, aussi connue sous le nom d'équation de Lorenz et Lorentz, formule de Clausius-Mossotti et formule de Maxwell, établit le lien entre l'indice de réfraction d'une substance et sa polarisabilité.
La forme la plus générale de l'équation de Lorentz et Lorenz est (en unités S.I.) :
{\displaystyle {\frac {n^{2}-1}{n^{2}+2}}={\frac {N\alpha }{3}},}
où {\displaystyle n} est l'indice de réfraction, {\displaystyle N} est le nombre de molécules par unité de volume, et {\displaystyle \alpha } est la polarisabilité moyenne.

Cette équation n'est valable que pour certaines structures de cristaux,.
Une forme plus particulière de l'équation de Lorentz et Lorenz donne l'indice de réfraction {\displaystyle n} d'un gaz dilué tel que :
{\displaystyle n\approx {\sqrt {1+{\frac {3Ap}{RT}}}},}
où {\displaystyle A} est la réfractivité molaire, {\displaystyle p} est la pression du gaz, {\displaystyle R} est la constante universelle des gaz parfaits, et {\displaystyle T} est la température absolue.

## Histoire
L'équation de Lorentz et Lorenz est ainsi nommée en l'honneur du mathématicien et scientifique danois Ludvig Lorenz, qui l'a publiée en 1869, et au physicien néerlandais Hendrik Lorentz, qui l'a découverte indépendamment en 1878.